# Peter Baiestorf
Petter Baiestorf  (Palmitos, 13 de novembro de 1974) é um cineasta, roteirista e ator brasileiro.

## Carreira
Expoente do gore nacional com influências diretas de diretores como John Waters, George Kuchar, Koji Wakamatsu, Dusan Makavejev, Christoph Schlingensief e José Mojica Marins. No ano de 1988 Petter Baiestorf começou a colaborar em fanzines com contos, roteiros de quadrinhos e poesias.
Em 1992 fundou a Canibal Filmes (que na época se chamava Canibal Produções) com a ideia de editar seus próprios fanzines e fazer filmes de longa-metragem, usando qualquer suporte para o registro das imagens. Com colaboração de Coffin Souza e do Grupo Canibal, criou a estética do Kanibaru Sinema (filmes filmados em qualquer formato com orçamento zero), tema do livro Manifesto Canibal, escrito por ele e por Cesar Sousa.
Desde 1993, diretor o já realizou mais de 100 filmes, entre curtas-metragens, médias-metragens e longas-metragens. O catarinense Petter Baiestorf transgrediu a linguagem do cinema brasileiro ao realizar filmes transgressores, experimentais, anárquicos, políticos, com muito sexo, sangue e escatologia.
No ano de 2013 realizou a produção de seu longa-metragem mais conhecido, "Zombio 2 - Chimarrão Zombies", uma gorechanchada que teve exibições em Sitges, FantasPoa, Montevídeo Fantástico, Rojo Sangre e muitos outros importantes festivais de cinema fantástico ao redor do mundo.

## Filmografia

### Longa-metragens
- Criaturas Hediondas (1993)
- Criaturas Hediondas 2 (1994)
- O Monstro Legume do Espaço (1995)
- Eles Comem Sua Carne (1996)
- Caquinha Superstar A Go-Go (1996)
- Blerghhh!!! (1996)
- Bondage (1996)
- Super Chacrinha e Seu Amigo Ultra-Shit em Crise Vs. Deus e o Diabo na Terra de Galuber Rocha (1997)
- Gore Gore Gays (1998)
- Sacanagens Bestiais dos Arcanjos Fálicos (1998)
- Bagaceiradas Mexicanas em Palmitos City (1998)
- Raiva (2001)
- Cerveja Atômica (2003)
- A Curtição do Avacalho (2006)
- O Monstro Legume do Espaço 2 (2006)
- Arrombada: Vou Mijar na Porra do Seu Túmulo!!! (2007)
- A Noite do Chupacabras (2011) - como ator
- Zombio 2: Chimarrão Zombies (2013)
- As Fábulas Negras (2014) - Roteiro e Direção do episódio "Pampa Feroz". Os outros episódios foram dirigidos por José Mojica marins, Joel Caetano e Rodrigo Aragão.
- 13 Histórias Estranhas (2015) - Roteiro e Direção do episódio "A Cor que Caiu do Espaço"

### Média-metragens
- Açougueiros (1994)
- Chapado (1997)
- Zombio (1999)
- Não Há Encenação Hoje (2002)
- Palhaço Triste" (2005)
- Vadias do Sexo Sangrento (2008)
- Ninguém Deve Morrer (2009)

### Principais curta-metragens
- Detritos (1995)
- 2000 Anos Para Isso? (1996)
- Ácido (1996)
- Deus - O Matador de Sementinhas (1997)
- A Despedida de Susana: Olhos & Bocas (1998)
- Boi Bom (1998)
- O Vinicultor Faz o Vinho & o Vinho Faz o Poeta (1998)
- Aventuras do Dr. Cinema na Terra do VHS Vagabundo (1999)
- Pornô (1999)
- Filme Caseiro Número Um (2001)
- Não Há Encenação Hoje (2002)
- Demências do Putrefacto (2002)
- Fragmentos de uma Vida (2002)
- Primitivismo Kanibaru na Lama da Tecnologia Catódica (2003)
- Frade Fraude Vs. O Olho da Razão (2003)
- Ópio do Povo (2004)
- Vai Tomar no Orifício Pomposo (2004)
- Duelando Pelo Amor de Teresa (2004)
- Ora Bolas, Vá Comer um Cu!!! (2004)
- Que Buceta do Caralho, Pobre Só Se Fode!!! (2007)
- Manifesto Canibal - O Filme (2007)
- O Nobre Deputado Sanguessuga (2007)
- Filme Político (2013)
- A Cor que Caiu do Espaço (2015)
- Ándale! (2017)

Prêmios:
- Trófeu MFL 2009 por conjunto de obra (Mostra do Filme Livre 2009, Rio de Janeiro/RJ)
- Melhor filme para Ninguém Deve Morrer (Mostra Guaru Fantástico 2009, Guarulhos/SP)
- Melhor direção para Ninguém Deve Morrer - Petter Baiestorf (Mostra Guaru Fantástico 2009, Guarulhos/SP)
- Melhor Montagem para Ninguém Deve Morrer - Gurcius Gewdner (Mostra Guaru Fantástico 2009, Guarulhos/SP)
- Trófeu Pioneiro do Cinema de Bordas (Guaru Fantástico 2012, Guarulhos/SP)
- Melhor Maquiagem para Zombio 2: Chimarrão Zombies - Alexandre Brunoro e Leyla Buk (Mostra Guaru Fantástico 2013, Guarulhos/SP)
- Menção Honrosa para Zombio 2: Chimarrão Zombies (Festival Montevideo Fantástico 2013, Montevideo, Uruguai)
- Prêmio Manoel Rodrigues Ferreira de melhor curta experimental para Ándale! (CineAmazônia 2017, Porto Velho/RO)

## Documentários sobre ele
- Baiestorf: Filmes de Sangueira e Mulher Pelada (de Christian Caselli, 2004)
- Petter Baiestorf Em Campinas (de Célia Harumi, 2006)
- Baiestorf (de Bruno Sant'Anna, 2016)

## Livros
- Manifesto Canibal (2004) escrito por Petter Baiestorf e Coffin Souza.
- Antologia Uma Noite na Cinemateca (2015) - Editora Estronho.
- Antologia Narrativas do Medo (2017) - Editora Autografia

## Editor de fanzines
- Arghhh (1992-2002)
- Necrofília (1993)
- Clássicos Canibal (1994)
- Brazilian Trash Cinema (2000-2002)
- Urtiga (2004-2005)